# رایان اوونز
رایان اوونز (انگلیسی: Ryan Owens؛ زادهٔ ۲۹ سپتامبر ۱۹۹۵) دوچرخه‌سوار اهل بریتانیا است.
وی در مسابقات کشوری و بین‌المللی در مجموع برندهٔ ۶ مدال نقره، ۱ مدال برنز شده‌است.